# Černošín
Černošín – miasto w Czechach, w kraju pilzneńskim. 
Według danych z 1 stycznia 2024, liczba mieszkańców miasta wynosi 1199 osób (1260. miejsce w kraju wśród miejscowości; 565. miejsce wśród miast ex aequo z miastem Osečná).

## Demografia
| Rok             | 2008 | 2016 | 2024 |
| --------------- | ---- | ---- | ---- |
| Liczba ludności | 1204 | 1160 | 1199 |